# Iridina
Iridina es una isoflavona, un tipo de flavonoide. Es el 7-glucósido de irigenina y puede ser aislado de varias especies de iris como, Iris florentina o Iris versicolor.
El compuesto es tóxico y estas plantas se han mencionado como causante de la intoxicación en humanos y animales.